# Esoterisk kristendom
Esoterisk kristendom avser andliga strömningar som betraktar kristendomen som en mysteriereligion och som bekänner sig till existensen och ägandet av vissa esoteriska läror eller seder, som är dolda för allmänheten och endast tillgängliga för en liten krets av upplysta, invigda eller mera utbildade människor.
Dessa andliga strömningar delar några gemensamma nämnare: 
- heterodox eller heretisk kristen teologi
- de fyra kanoniska evangelierna
- apokalyptisk litteratur
- några apokryfer till Nya testamentet som heliga texter
- disciplina arcani, en förmodad muntlig tradition från de tolv apostlarna innehållande Jesu esoteriska undervisning.[6]

Esoterisk kristendom var nära besläktad med gnosticism och överlever i några moderna kyrkor.

## Gamla rötter
Vissa moderna forskare tror att det i kristendomens tidiga skeden ärvdes en kärna av muntlig undervisning från den palestinska och hellenistiska judendomen som utgjorde grunden för en hemlig muntlig tradition som kom att kallas disciplina arcani. Viktiga influenser för den esoteriska kristendomen är de kristna teologerna Klemens av Alexandria och Origenes, de ledande företrädarna för katekesskolan i Alexandria.

## Reinkarnation
Influerade av den platoniska läran om själens transmigration, accepterades reinkarnation av de flesta gnostiska rörelser såsom valentinianerna och basilidianerna, men förnekades av den tidiga kyrkan. Medan Origenes hypotetiskt överväger en komplex modell för själavandring i sitt verk De Principiis, förnekar han reinkarnation i sitt arbete Contra Celsum.
Trots denna uppenbara motsägelse hänvisar de flesta moderna esoteriska kristna rörelser till Origenes skrifter (tillsammans med andra kyrkofäder och bibliska passager) för att validera dessa idéer som en del av den esoteriska kristna traditionen.
Två  kyrkor i Sverige som är öppna för reinkarnation och esoteriska begrepp är Kristensamfundet och Liberala katolska kyrkan.

## Tidig modern esoterism
Under den senare medeltiden uppstod former av västerländsk esoterism på kristen grund, som kombinerade kristen teologi och kristna läror med esoteriska begrepp.
Enligt Giovanni Pico della Mirandolas Apologia finns det två typer av magi, teurgi (gudomlig magi) och goetia (demonisk magi). Dessa läror förklarades som "stjärnornas rörelser", på samma sätt som alkemi var "solens rörelser" och astrologi "månens rörelser". Kabbala var också en aktiv lära. Esoteriska kristna kunde utöva dessa former eller traditioner och vara verksamma som adepter, alkemister, astrologer eller hermetiska kabbalister, samtidigt som de utövade en passiv disciplin som hjälpte dem att bättre använda den "mysteriekunskap" som de hade förvärvt från mästare eller högre väsenden.
Under 1500- och 1600-talet följdes detta av utvecklingen av teosofin och rosenkreuzianismen. Böhmenist-rörelserna utvecklades också runt denna tid, liksom även frimureriet.

## Moderna former av esoterisk kristendom
Många moderna esoteriska kristna rörelser räknar reinkarnation bland sina övertygelser, såväl som en komplex energistruktur för människan (såsom eterkropp, astralkropp, mentalkropp och andlig kropp). Dessa rörelser pekar på behovet av ett inre andligt arbete som leder till människans förnyelse i paulinsk mening. Såväl Rudolf Steiner som Max Heindel har i sina skrifter givit flera övningar för andlig utveckling. I samma riktning går Tommaso Palamidessis skrifter, som syftar till att utveckla asketiska tekniker och meditationer. George Gurdjieff kallade sin undervisning The Fourth Way – samvetets väg, genom vilken människan lär sig att arbeta med och förvandla negativiteten och lidandet i sitt vanliga liv för att komma till verkligt liv. Enligt alla dessa esoteriska forskare kan sådana tekniker och meditationer leda till människans andliga uppvaknande och totala förnyelse.  Vissa esoteriska kristna idag införlivar också New Age och traditionella läror i sina övertygelser, såsom kabbala, alkemi, astrologi och hermetism.